# Palais Tanagli
Le palais Tanagli ou palais Tanaglia (en italien : Palazzo Tanagli ou Palazzo Tanaglia) qui se trouve au numero 27 du Borgo degli Albizi, dans le centre historique de Florence, est un édifice de style florentin du XVe siècle.

## Histoire
Le nom du palais est issu de celui des propriétaires la famille Tanagli (XVe siècle).
Le palais a été restructuré au XVIe siècle à partir de trois édifices appartenant à la famille Tanagli qui en est restée propriétaires jusqu'au début du (XVIIe siècle où elle est passée sous les Dal Borro, puis les Gianfigliazzi, les Uzzelli Nunes Vais et enfin en 1988 à une société privée.
En 1959-1960 la façade de l'édifice a été restructurée avec une reconstitution en ciment de nombreuses corniches en pierre abimées. 
L'édifice a été acheté par la société Rospar qui a entrepris de 1995 à 2001 d'importants travaux de restauration confiés aux architectes Daniele Talozzi, Marco Forcelli et Marco Sacco. 
D'autres interventions complémentaires ont eu lieu en 2002-2003. 
L'édifice est situé au no 27 non loin d'un tabernacolo en mémoire du miracle de saint Zénobe situé au no 18, Borgo degli Albizi.
Le répertoire de Piero Bargellini et Ennio Guarnieri rappellent que « una volta, il 25 maggio, festa di San Zanobi, la famiglia Tanagli faceva un addobbo, consistente in un dipinto raffigurante il miracolo, dentro un tabernacolo con un ricco candelabro »,. 
Le palais est répertorié en 1901 par la Direzione Generale delle Antichità e Belle Arti, comme édifice du patrimoine artistique national et soumis à des contraintes architecturales depuis 1914.

## Architecture
L'édifice est caractérisé par un portail et une grille datant de la fin du (XIXe siècle, une petite cour intérieure avec des restes de fresques attribuées à Baldassarre Franceschini comprenant un grand blason accolé Médicis-della Rovere avec le slogan « Per queste, con queste » (« pour celle-ci, avec celles-ci ») (Filippo Baldinucci l'attribue au marquis Alessandro dal Borro, generale delle armi di Toscana). 
Au premier étage les salles comportent des stucs et fresques du XVIIe siècle. 
Sur la façade se trouvent deux ouvertures, une datant du début du XXe siècle et l’autre des XVIIIe – XIXe siècle qui mène à une entrée latérale.

## Images

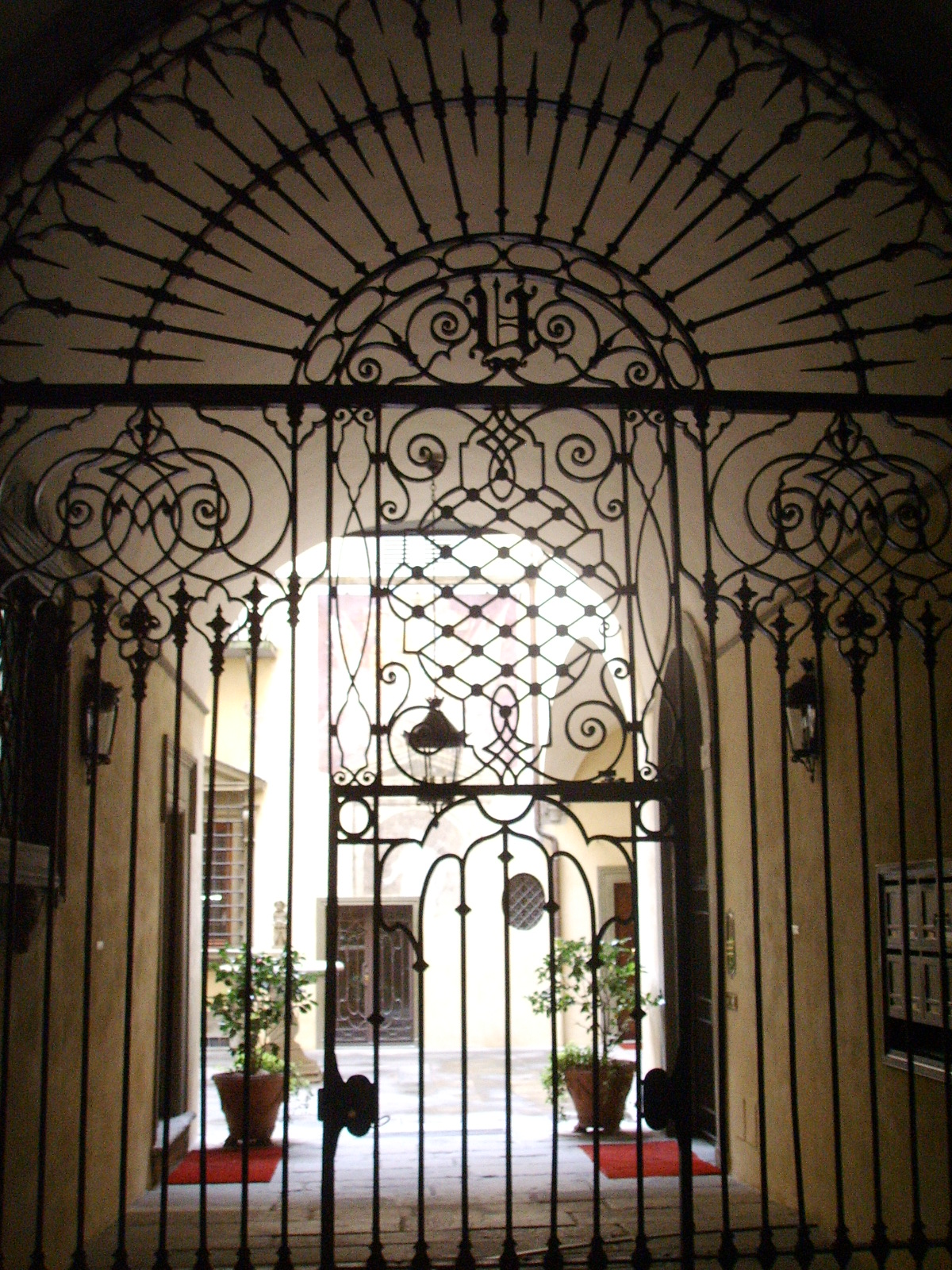
Grille du portail
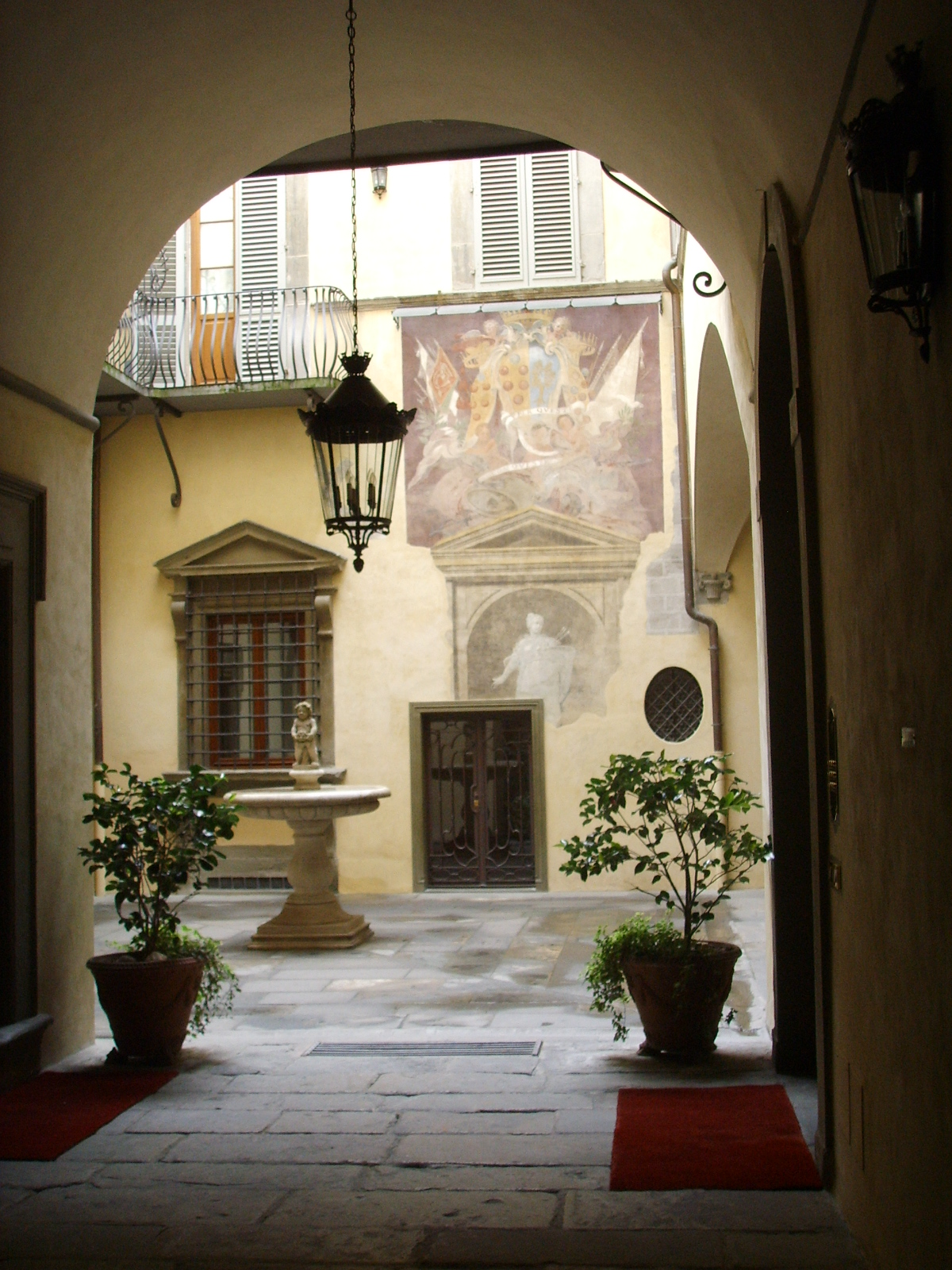
Cour intérieure